# فرد رايت
فرد رايت (بالإنجليزية: Fred Wright)‏ هو مؤرخ أمريكي، ولد في 1947.